# 箱根カントリー倶楽部
箱根カントリー倶楽部（はこねカントリーくらぶ）は、 神奈川県足柄下郡箱根町仙石原に広がるゴルフ場である。

## 概要
箱根仙石原が開発されたのは、1880年（明治13年）、開発者は渋沢栄一である。1917年（大正6年）7月、仙石原に「仙石ゴルフコース（後の富士屋ホテル仙石ゴルフコース）」が開場した。
その後、1954年（昭和28年）、「箱根温泉供給株式会社」が中心になり、パブリーツクコースの18ホールとメンバーシップコースの18ホールのリゾート計画が作られたが、実現されたのは「奥箱根カントリー倶楽部」のメンバーシップコースの18ホールのみであった。しかし、赤星四郎から提案が出て提案通り正式決定され、理事長は渋沢秀雄が就任した。
1953年（昭和28年）12月、コース設計は赤星四郎が、工事は清水建設株式会社が行い、インコース9ホールが完成し、翌年の 1954年（昭和29年）7月4日、開場した。1年後の1955年（昭和30年）、アウトコース9ホールが完成し開場した。クラブハウスは、山小屋風の造りで、風に翼を広げた姿だった。1963年（昭和38年）、クラブハウスは鉄筋コンクリート造に建て替えられた。
コース全域は富士箱根伊豆国立公園内に位置し、箱根の仙石原の自然を生かした大きなうねりと、既存の沼や沢を巧みに取り入れて造形されている。コース間は灌木が繁りセパレートされており、クリークがホールの個性を表現している。各ホールは距離も十分あり、デザイン化されたバンカーがティーショットの戦略性を高めている。
また、日本の女子プロゴルフメジャー大会の1つ、日本ゴルフ協会主催競技でもあり、日本選手権大会に相当する、日本女子オープンゴルフ選手権競技大会などの大会開催の実績がある。

## 所在地
〒250-0631 神奈川県足柄下郡箱根町仙石原1245番地

## コース情報
- 開場日 - 1954年7月4日
- 設計者 - 赤星 四郎
- 面積 - 860,000m2（約26.0万坪）
- コースタイプ - 林間コース
- コース - 18ホールズ、パー72、7,085ヤード、コースレート73.2
- グリーン - 1グリーン、ベント（ペンクロス）
- プレースタイル - 2人乗り乗用カートの利用可、キャディ付 歩行
- 練習場 - 16打席 270ヤード
- 休場日 - 無し、12月1日-1月15日、3月1日-31日は毎週水曜日[4][5]

## クラブ情報
- ハウス面積 - 3,160m2（坪）
- ハウス設計 - 清水建設株式会社
- ハウス施工 - 清水建設株式会社[4][5]

## ギャラリー
- コース - 「箱根カントリー倶楽部」、コース紹介

## 交通アクセス
- 鉄道 - 小田急線 - 箱根湯本駅よりタクシー利用 約30分
- 道路 - 東名高速道路 - 御殿場ICより 約25分[6]

## メジャー選手権
- 2002年（平成14年） - 第35回 日本女子オープンゴルフ選手権競技大会[7]

## エピソード
- コース設計家の赤星四郎は、箱根カントリー＾倶楽部のコース予定地を見て、「日本では、これ以上の広大なゴルフ場の適地は望めないだろう」といった[8]。

## 関連文献
- 『全国ゴルフ・コース案内 関東篇』、「箱根カントリー倶楽部 第2集」、水谷準著、東京 ベースボール・マガジン社、1961年、2020年10月24日閲覧
- 『ゴルフ博物誌』、「箱根カントリー倶楽部」、荒垣秀雄著、東京 実業之日本社、1968年、2020年10月24日閲覧
- 『週刊ダイヤモンド 1971年1月16日号』、「日本のゴルフ場 箱根カントリー倶楽部 田畑新」、東京 ダイヤモンド社、1971年1月16日、2020年10月24日閲覧
- 『Drug magazine』、ドラッグマガジン編、「箱根カントリー倶楽部で開催　全日本医師ゴルフ選手権大会代表選手一覧/薬業人親睦ゴルフコンペ参加者一覧、東京 ドラッグマガジン、1986年10月、2020年10月24日閲覧
- 『ゴルフ場ガイド 東版』2006-2007、「箱根カントリー倶楽部（神奈川県）」、東京 ゴルフダイジェスト社、2006年5月、2020年10月24日閲覧
- 『美しい日本のゴルフコース BEAUTIFUL GOLF CULTURE IN JAPAN 日本のゴルフ110年記念 ゴルフは日本の新しい伝統文化である』、ゴルフダイジェスト社「美しい日本のゴルフコース」編纂委員会編、「箱根カントリー倶楽部」、東京 ゴルフダイジェスト社、2013年12月、2020年10月24日閲覧